# Breda
Breda (Betonung auf der zweiten Silbe, anhörenⓘ) ist eine Gemeinde der niederländischen Provinz Noord-Brabant mit 188.834 Einwohnern (Stand 1. Januar 2025). Sie besteht aus der Stadt Breda und den Dörfern Bavel, Prinsenbeek, Teteringen, Ulvenhout und Hazeldonk. Zu den heutigen Bezirken gehören auch die ehemaligen Dörfer Ginneken und Princenhage.

## Lage und Wirtschaft
Die Stadt Breda liegt an der wichtigen Handelsstraße Rotterdam – Antwerpen. Auto- und Eisenbahnen führen von Breda nach Tilburg, Roosendaal und Utrecht. In der Gemeinde kommen die Flüsse Mark und Aa of Weerijs zusammen, davon leitet sich der Name der Stadt ab: Brede Aa, also „Breite Aa“, weil der Fluss sich verbreitert.
Breda liegt an der deutsch-niederländischen Ferienstraße Oranier-Route.
Die nächsten Flughäfen sind Amsterdam-Schiphol (internationales Drehkreuz, 108 km), Rotterdam-Den Haag (international und Billigfluggesellschaften, 63 km), Antwerpen (international, 58 km), Eindhoven (national und Billigfluggesellschaften, 58 km) und Breda International Airport (Allgemeine Luftfahrt, 20 km). Direkt vor der Stadt liegt der Militärflugplatz von Gilze en Rijen.
Die Stadt hat eine vielseitige Industrie, u. a. Nahrungsmittel und Maschinenteile. Die Royal-Cosun-Gruppe hat hier ihren Sitz. Das Exportbier „Breda“ aus der ortsansässigen „Oranjeboom“-Brauerei (Teil des InBev-Konzerns, der auch viele bekannte belgische Biermarken führt und in Breda ein großes Büro hat) ist sehr beliebt. Es gibt in Breda ein Amtsgericht und viele Büros von Dienstleistungsunternehmen und Behörden.
Die Stadt ist seit 1853 Sitz des römisch-katholischen Bistums Breda.

## Sehenswürdigkeiten

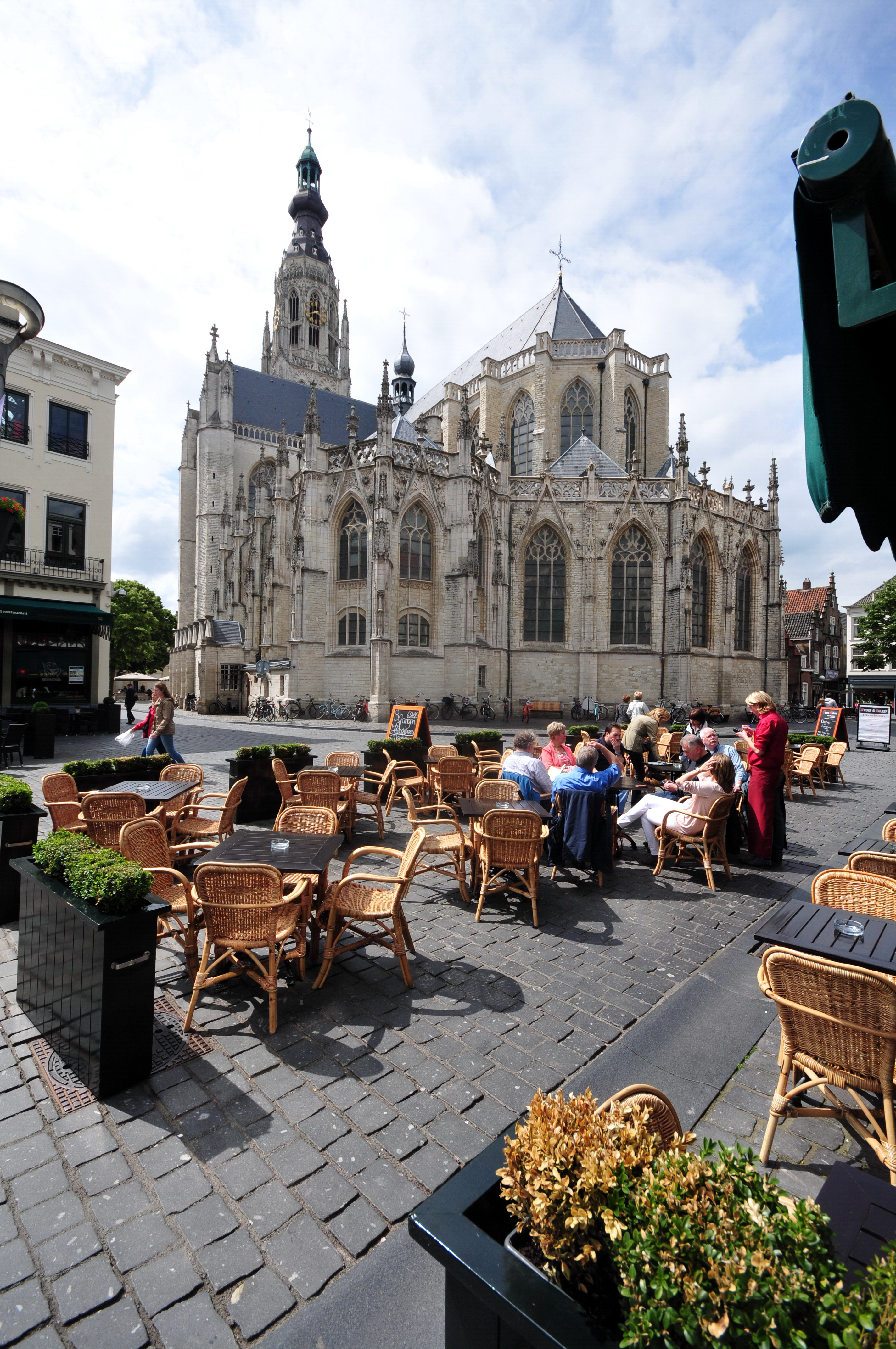
Grote Kerk in Breda

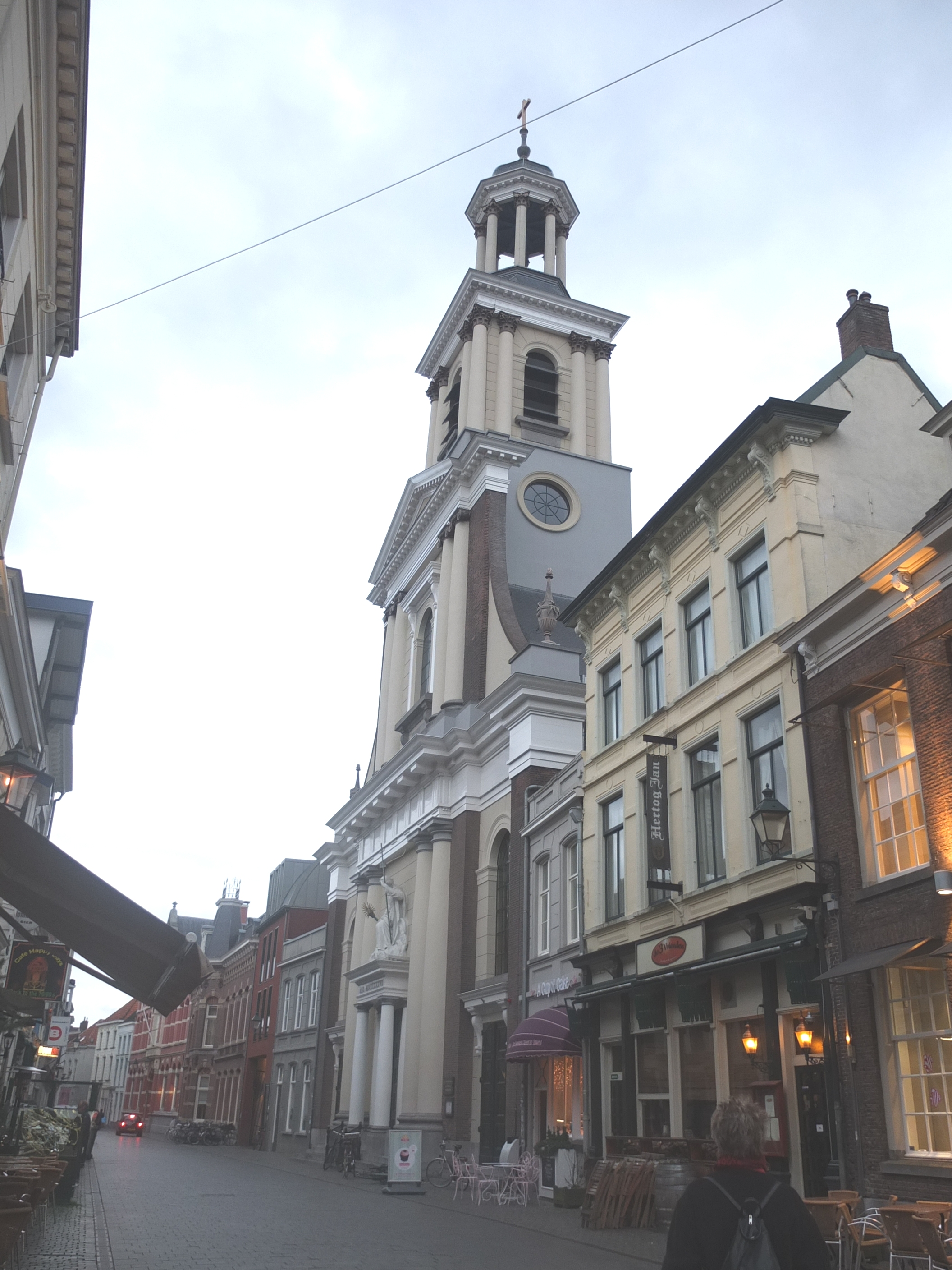
St.-Antonius-Kathedrale

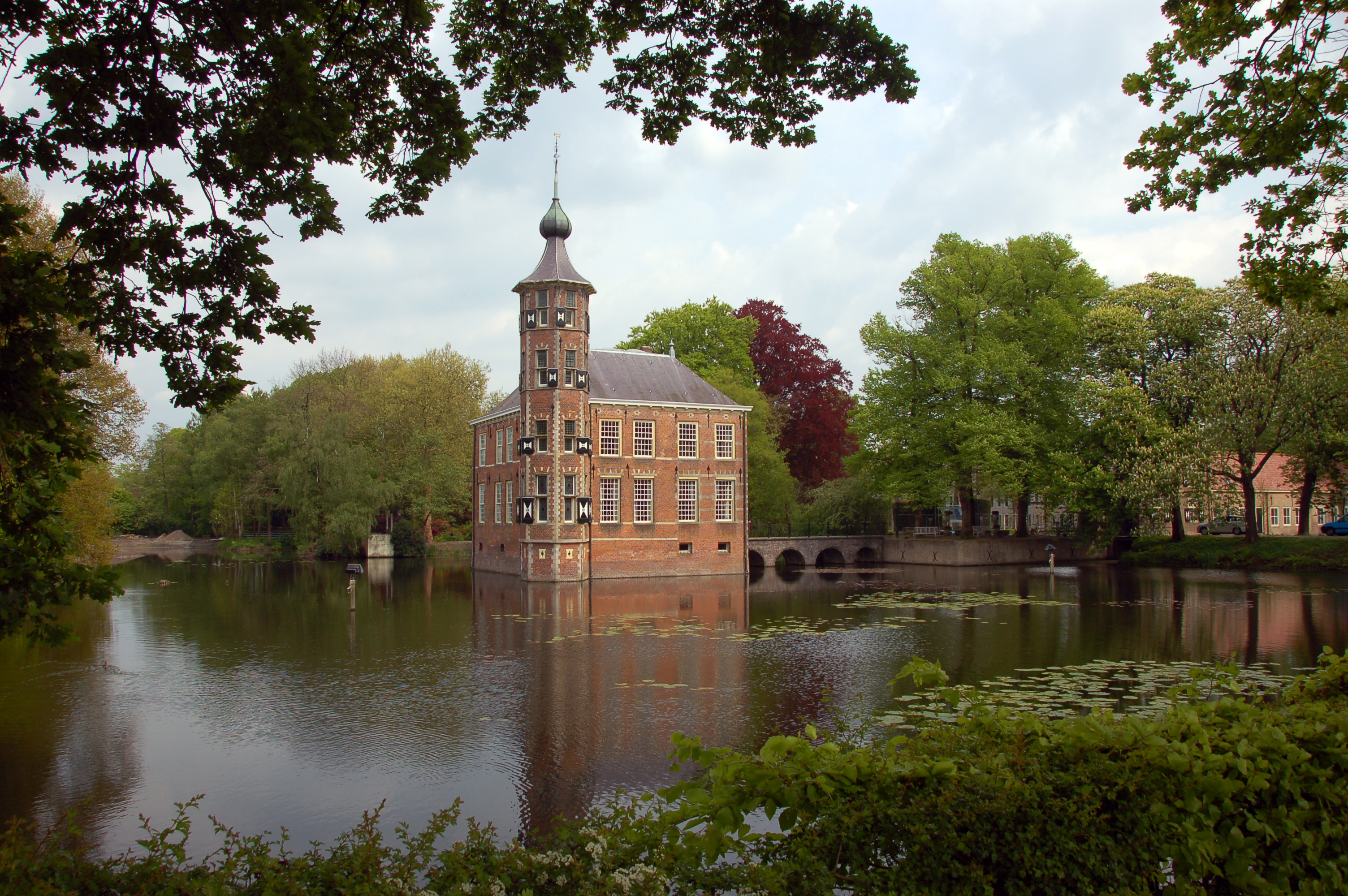
Bouvigne

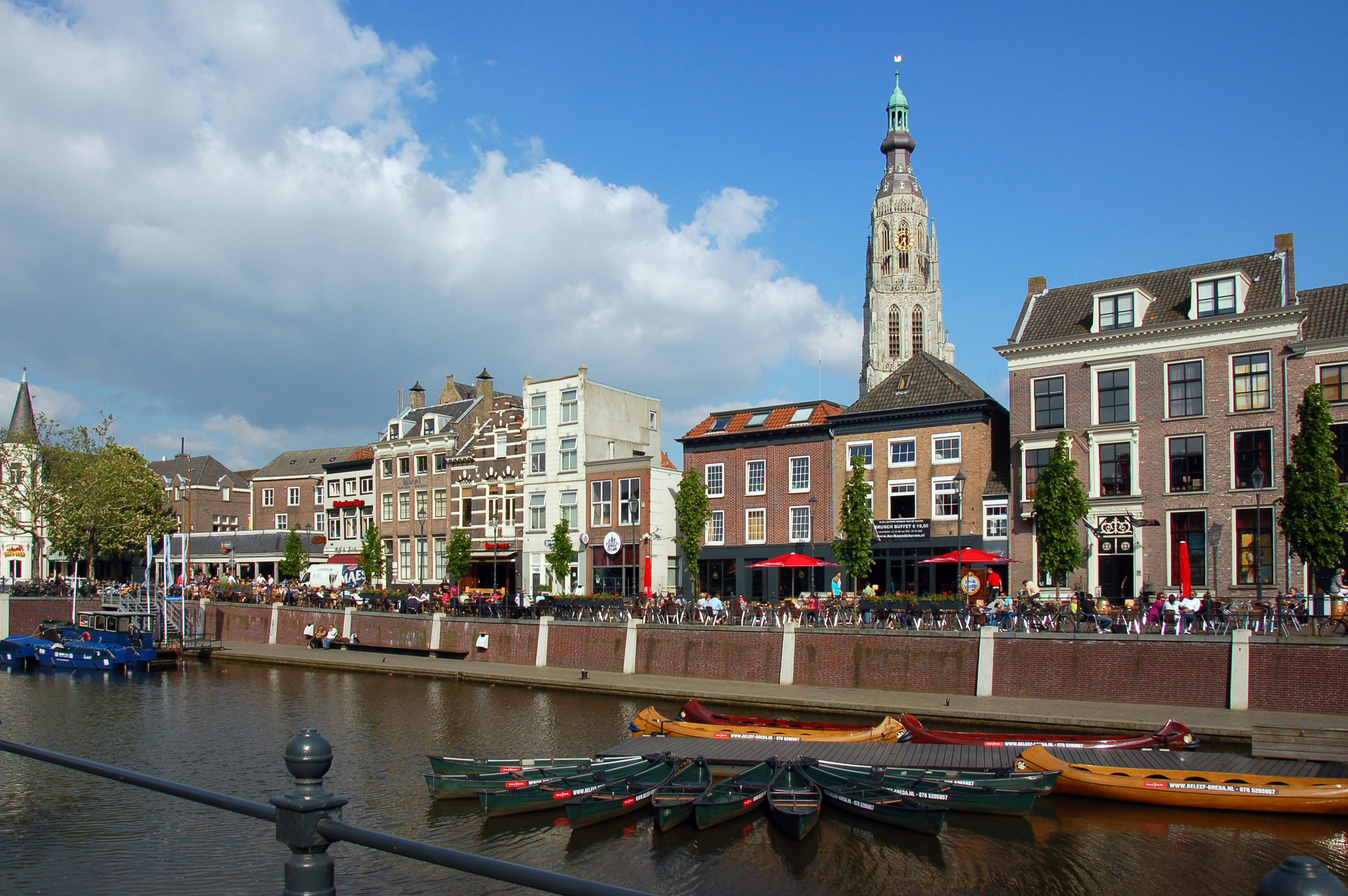
Hafen

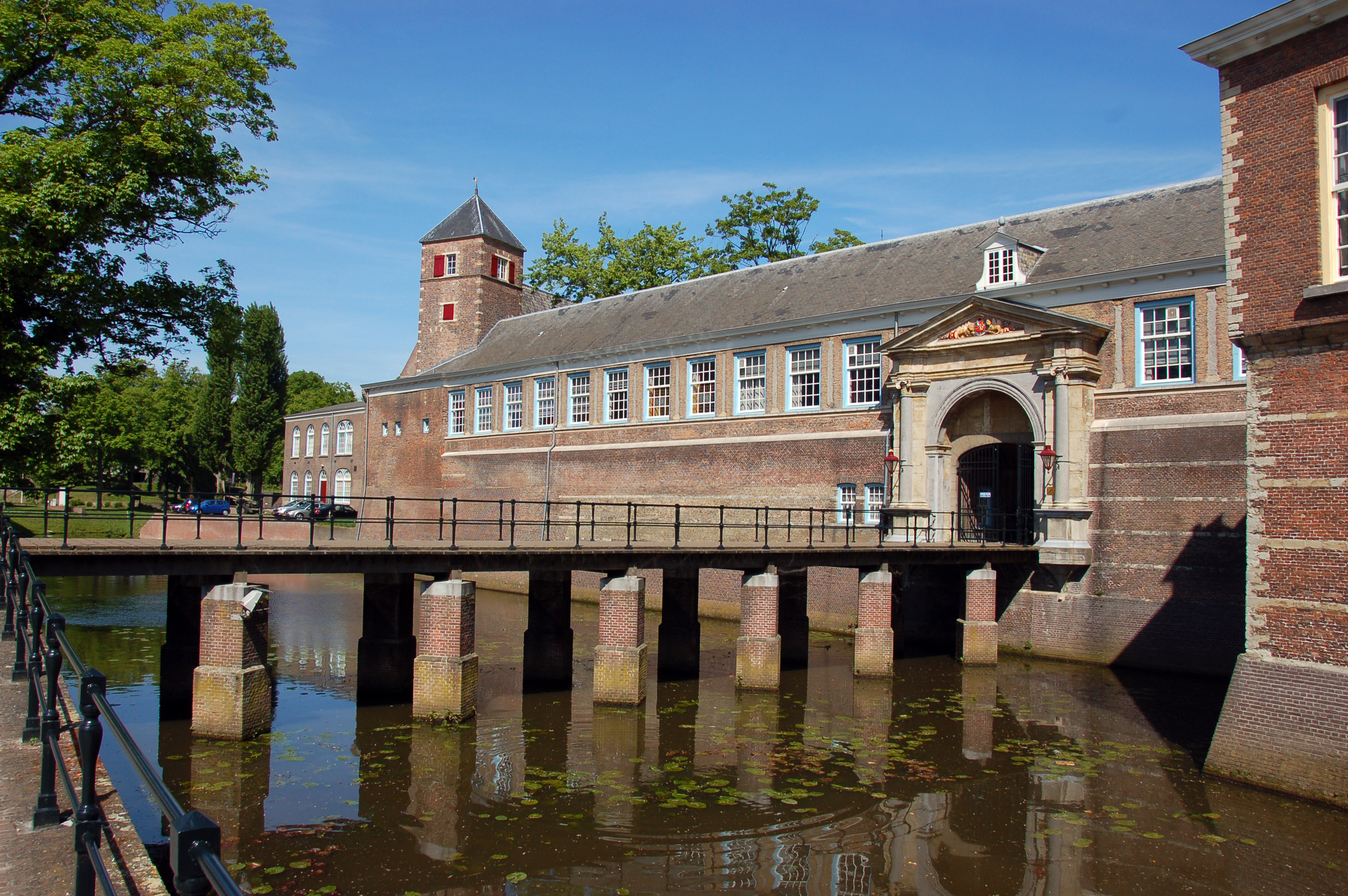
Kastell

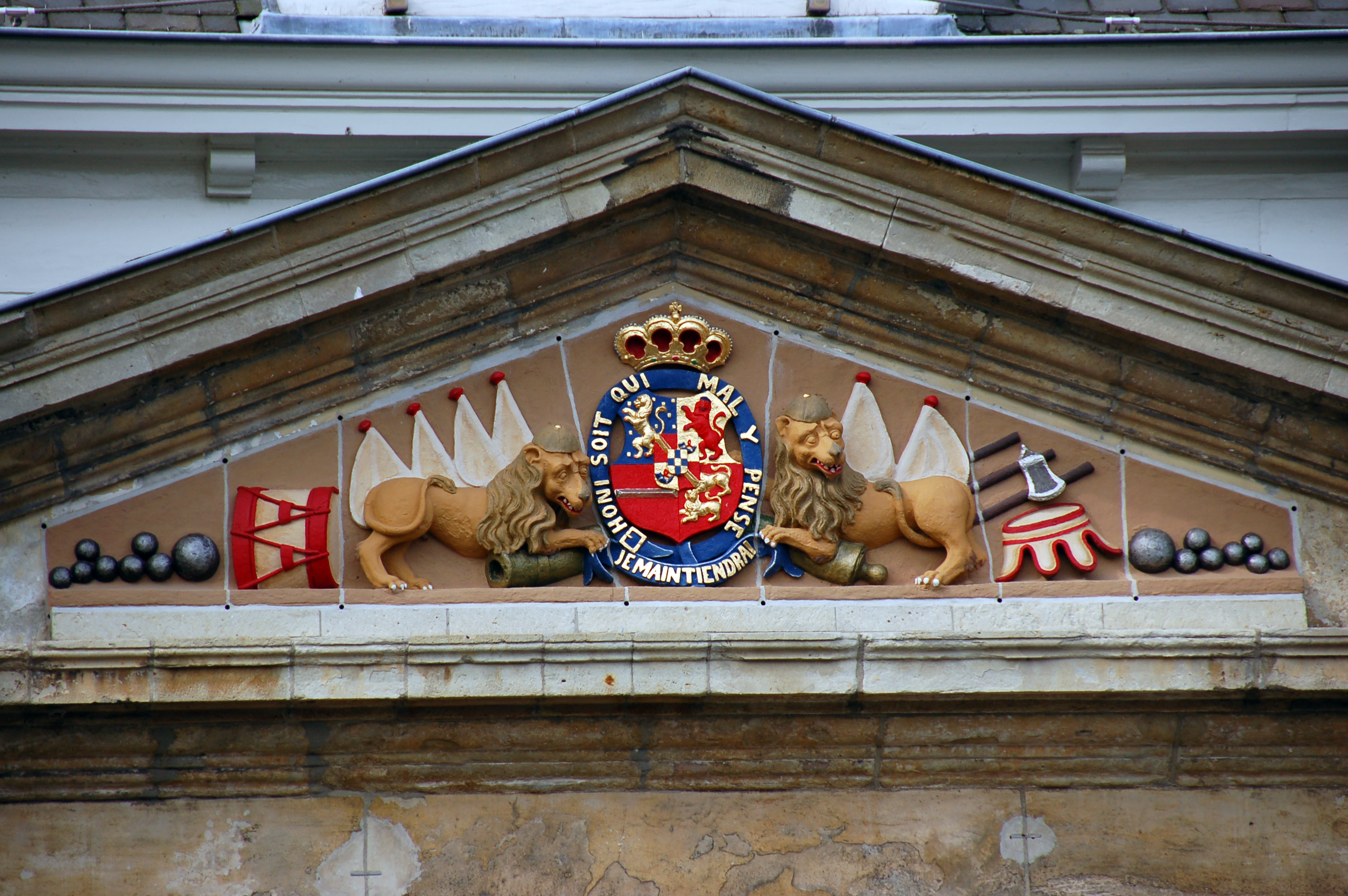
Wappen am Eingang zum Kastell

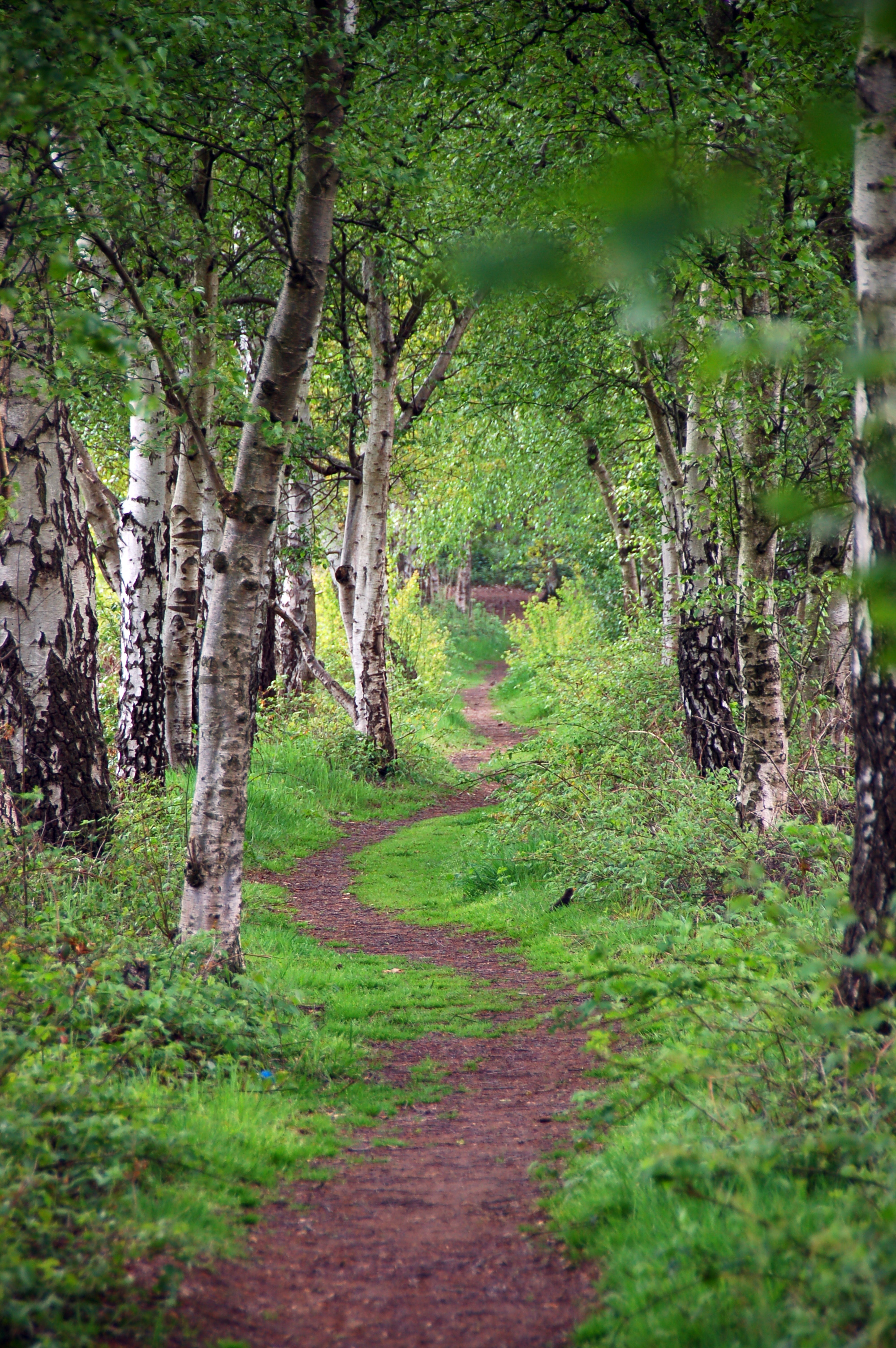
Kleiner Wanderweg in Mastbos

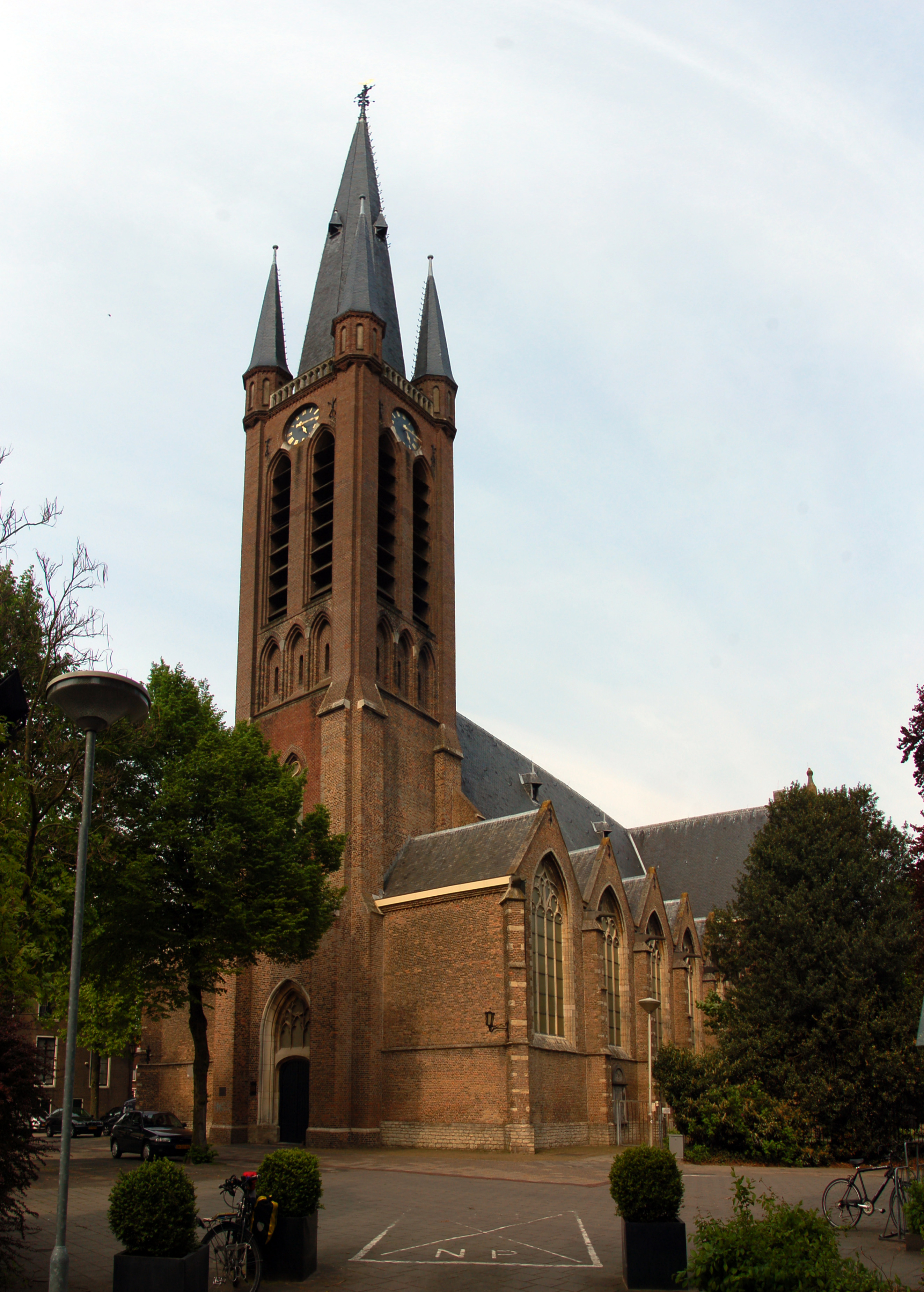
Princenhage

Breda hat eine Altstadt mit vielen historischen Gebäuden. Der große Marktplatz (Grote Markt) ist der Mittelpunkt der Stadt. Hier liegen neben zahlreichen Cafés und Restaurants auch das alte Rathaus (Oude Stadhuis) und die Große oder Liebfrauenkirche (Grote of Onze Lieve Vrouwekerk). Im Südosten des historischen Stadtkerns liegt die katholische St.-Antonius-Kathedrale.
Ebenfalls sehenswert ist der Beginenhof Breda inmitten eines Stadtparks, ein kleines Viertel innerhalb der Altstadt, früher bewohnt von der Gemeinschaft der Beginen. Das aus dem 17. Jahrhundert datierende Stadtschloss (Kasteel van Breda) beherbergt die Königlich Niederländische Militärakademie (Koninklijke Militaire Academie) und ist nicht zu besichtigen. Das Wassertor Spanjaardsgat ist ein Rest der ehemaligen Stadtbefestigung. Im Wald Mastbos im Süden der Stadt liegt das Kasteel Bouvigne mit seinen öffentlichen Gärten.

## Geschichte

### Erster Besitz des Hauses Nassau in den Niederlanden
Das Schloss Breda ist die Keimzelle des bis heute regierenden Hauses Nassau-Oranien in den Niederlanden, da die Herrschaft Breda 1403, zugleich mit den Herrschaften Bergen op Zoom; Oosterhout und Niervaart, durch Heirat in dessen Besitz kam. Dadurch wurden die Nassauer zu Beginn des 15. Jahrhunderts zu einem der großen Grundbesitzer in den Niederlanden und später als Haus Oranien zur herrschenden Dynastie. Die spanischen Habsburger erhoben Heinrich III. von Nassau-Breda zum Statthalter von Holland, Zeeland und Friesland. Sein Neffe Wilhelm der Schweiger erhielt später dieselbe Position und erkämpfte den sieben nördlichen Provinzen der Niederlande ihre Unabhängigkeit von Spanien.

### Bredaer Kompromiss
Am 16. Februar 1566 unterzeichneten in Breda 16 niederländische Edelleute den sogenannten „Bredaer Kompromiss“, in dem sie um Abschaffung der von Philipp II. verschärften Religionsedikte und um Aufhebung der Inquisition baten. Dieses Aktenstück unterschrieben nach und nach 400 niederländische Edelleute, und es entstand daraus der Geusenbund. Der Bredaer Kompromiss war der Beginn des niederländischen Aufstandes gegen Spanien.

### Deklaration von Breda
Karl II. von England erließ von Breda aus im April 1660 vor seiner Thronbesteigung die sogenannte „Deklaration von Breda“, in der er den Engländern unter anderem Amnestie und Gewissensfreiheit versprach.

### Friedensschlüsse
Breda war Vertragsort für mehrere Friedensverträge:
- 1575 schloss Spanien mit den niederländischen Provinzen Frieden; das hinderte die Spanier aber nicht daran, sechs Jahre später die Stadt Breda zu belagern (siehe unten).
- Am 31. Juli 1667 fand hier nach einem mehrjährigen Seekrieg ein wichtiger Friedensschluss zwischen Holland und England statt. Beide Parteien gaben einander ihre Eroberungen zurück und England bewilligte eine Milderung der Navigationsakte (→ Frieden von Breda).
- 1746 und 1747 kam es in Breda zum Friedensschluss zwischen Frankreich, England und den Niederlanden.

### Belagerungen
Breda wurde mehrmals belagert:
- 1581 nahmen die Spanier die Stadt durch Überrumpelung ein; erst 1590 gelang die Rückeroberung unter Moritz von Oranien mit einer durch die Geschichte des Trojanischen Pferdes inspirierten Kriegslist. 70 Soldaten, in einem Torfschiff versteckt, wurden in die Festung eingeschmuggelt.[2]
- Im Achtzigjährigen Krieg nahm der spanische General Ambrosio Spinola nach neunmonatiger Belagerung Breda am 2. Juni 1625 ein. 1635 hielt Diego Velázquez die Übergabe der Stadt auf einem Bild (Originaltitel Las Lanzas oder gewöhnlich Die Übergabe von Breda) fest. 1637 eroberte der niederländische Statthalter Friedrich Heinrich von Oranien nach einer Belagerung von elf Wochen Breda zurück, welches im Westfälischen Frieden den Vereinigten Niederlanden zugesichert wurde.
- Am 1. Februar 1793 erklärte der französische Nationalkonvent (im Rahmen des Ersten Koalitionskrieges) England und den Niederlanden den Krieg. Am 25. Februar 1793 übergab Befehlshaber Graf Alexander van Bylandt Breda fast kampflos dem französischen General Dumouriez, doch räumten die Franzosen die Stadt nach ihrer Niederlage bei Neerwinden (18. März 1793) wieder.

### Französische Herrschaft
1794 eroberte Jean-Charles Pichegru die ganzen Niederlande. In Breda wurde am 26. Januar 1795 die Batavische Republik ausgerufen; diese schloss am 16. Mai 1795 Frieden mit Frankreich. Bis dahin waren die Bürger von Breda Untertanen des Barons von Breda; dieser war gleichzeitig Graf von Nassau.
Als im Dezember 1813 bei der Annäherung der russischen Vorhut unter Alexander von Benckendorff die französische Garnison einen Ausfall machte, erhob sich die Bürgerschaft und verwehrte den Franzosen die Rückkehr in die Stadt, die diese von Antwerpen aus am 20. und 21. Dezember vergeblich wiederzuerobern suchten. Endgültig endete die Franzosenzeit nach der Niederlage Napoleons in der Schlacht bei Waterloo.

### Zweiter Weltkrieg
Obwohl französische Truppen unter General Henri Giraud schon am 10. Mai 1940 (erster Tag Westfeldzug) einmarschierten, um bei der Verteidigung Bredas zu helfen, fiel die Stadt schon bald in deutsche Hände. Die 1. Polnische Panzerdivision eroberte Breda am 29. Oktober 1944 zurück. Dafür wurden alle Soldaten dieser Einheit zu Ehrenbürgern der Stadt ernannt.
Nach dem Zweiten Weltkrieg war das panoptische Gefängnis von Breda der einzige Gefängnisort für deutsche Kriegsverbrecher in den Niederlanden, die „Vier von Breda“: Willy Lages (1966 entlassen wegen Krankheit), Joseph Johann Kotalla (1979 im Gefängnis verstorben), sowie Ferdinand Hugo aus der Fünten und Franz Fischer, die beide 1989 nach 40 Jahren Haft entlassen wurden.

## Politik
Bei der Kommunalwahl 2022 konnte sich die konservativ-liberale VVD mit einem Vorsprung von über 5800 Stimmen durchsetzen und damit ihren Wahlsieg aus den Jahren 2014 und 2018 verteidigen. Sie bildete in der Legislaturperiode 2018–2022 eine Koalition mit den linksliberalen D66 und der sozialdemokratischen PvdA.

### Gemeinderat
Der Gemeinderat wird seit 1982 folgendermaßen gebildet:
| Partei                                | Sitze a | Sitze a | Sitze a | Sitze a | Sitze a | Sitze a | Sitze a | Sitze a | Sitze a | Sitze a | Sitze a | Sitze a |
| Partei                                | 1982    | 1986    | 1990    | 1994    | 1996 b  | 1999    | 2002    | 2006    | 2010    | 2014    | 2018    | 2022    |
| ------------------------------------- | ------- | ------- | ------- | ------- | ------- | ------- | ------- | ------- | ------- | ------- | ------- | ------- |
| VVD                                   | 11      | 8       | 7       | 6       | 7       | 10      | 8       | 7       | 9       | 8       | 11      | 10      |
| D66                                   | 2       | 2       | 6       | 7       | 3       | 3       | 2       | 2       | 5       | 8       | 6       | 7       |
| GroenLinks                            | –       | –       | 3       | 6       | 3       | 4       | 3       | 3       | 4       | 3       | 5       | 5       |
| PvdA                                  | 9       | 14      | 10      | 5       | 5       | 6       | 6       | 11      | 8       | 4       | 4       | 4       |
| CDA                                   | 14      | 13      | 13      | 8       | 12      | 11      | 11      | 8       | 6       | 6       | 6       | 4       |
| Breda Beslist c                       | –       | –       | –       | –       | 5       | 3       | 3       | 3       | 2       | 2       | 1       | 2       |
| SP                                    | –       | 0       | –       | 0       | 1       | 1       | 2       | 4       | 3       | 6       | 4       | 2       |
| PvdD                                  | –       | –       | –       | –       | –       | –       | –       | –       | –       | –       | –       | 2       |
| LPF                                   | –       | –       | –       | –       | –       | –       | –       | –       | –       | –       | –       | 1       |
| 50PLUS                                | –       | –       | –       | –       | –       | –       | –       | –       | –       | –       | 2       | 1       |
| FvD                                   | –       | –       | –       | –       | –       | –       | –       | –       | –       | –       | –       | 1       |
| Breda’s Ondernemers en Ouderen Belang | –       | –       | –       | –       | –       | –       | –       | –       | –       | 1       | 0       | –       |
| TROTS                                 | –       | –       | –       | –       | –       | –       | –       | –       | 1       | 1       | 0       | –       |
| Ouderen Politiek Actief               | –       | –       | –       | –       | –       | –       | –       | –       | –       | 1       | 0       | –       |
| Leefbaar Breda                        | –       | –       | –       | –       | –       | –       | 4       | 1       | 1       | –       | –       | –       |
| De Parel van het Zuiden               | –       | –       | –       | 4       | 3       | 1       | 4       | 1       | 1       | –       | –       | –       |
| Centrum Democraten                    | –       | –       | –       | 3       | 0       | –       | –       | –       | –       | –       | –       | –       |
| Linkse Samenwerking                   | –       | 1       | –       | –       | –       | –       | –       | –       | –       | –       | –       | –       |
| PSP                                   | 2       | 1       | –       | –       | –       | –       | –       | –       | –       | –       | –       | –       |
| PPR                                   | 1       | –       | –       | –       | –       | –       | –       | –       | –       | –       | –       | –       |
| Gesamt                                | 39      | 39      | 39      | 39      | 39      | 39      | 39      | 39      | 39      | 39      | 39      | 39      |

- SP: 2
- PvdD: 2
- PvdA: 4
- GL: 5
- D66: 7
- Breda Beslist: 2
- 50PLUS: 1
- VVD: 10
- CDA: 4
- LPF: 1
- FvD: 1

Nach der Wahl wurde eine Koalition aus VVD, GL, PvdA und CDA gebildet. Die Koalition hat 23 der 39 Stize im Gemeinderat. 
Anmerkungen

### Kollegium von Bürgermeister und Beigeordneten
Das College van burgemeester en wethouders setzt sich aus drei Beigeordneten der VVD, zwei Beigeordneten der D66 sowie einem Beigeordneten der PvdA zusammen. Folgende Personen gehören zum Kollegium und sind in folgenden Bereichen zuständig:
| Funktion         | Name            | Partei | Ressort | Anmerkung                                  |
| ---------------- | --------------- | ------ | --- | ------------------------------------------ |
| Bürgermeister    | Paul Depla      | PvdA   | öffentliche Ordnung und integrale Sicherheit, Überwachung und Vollstreckung, grenzüberschreitende Zusammenarbeit, externe Sicherheit; Geschichte von Breda, Botschafter von Breda, externe Beziehungen, Repräsentation; Bürgerangelegenheiten; Politik; Integrität | seit dem 16. März 2015 im Amt              |
| Beigeordnete     | Boaz Adank      | VVD    | Wirtschaft; Internationalisierung; Region; öffentliche Affären; Arbeit; Erreichbarkeit; Geschäftsführung, flexible Organisation, Kommunikation, Dienstleistung, Personal und Organisation                                                                          | erster Stellvertreter des Bürgermeisters   |
| Beigeordnete     | Paul de Beer    | D66    | städtische Entwicklung; Immobilien; Klima; Tierwohl; NAC Breda | zweiter Stellvertreter des Bürgermeisters  |
| Beigeordnete     | Miriam Haagh    | PvdA   | Gesundheit; Alten; ehrenamtliche Tätigkeit; Bezirkspolitik; Lehren | dritte Stellvertreterin des Bürgermeisters |
| Beigeordnete     | Greetje Bos     | VVD    | Lebensqualität; Bezirkssicherheit; Finanzen; Energie | vierte Stellvertreterin des Bürgermeisters |
| Beigeordnete     | Marianne de Bie | D66    | Jugend; Bildung; Kultur | fünfte Stellvertreterin des Bürgermeisters |
| Beigeordnete     | Daan Quaars     | VVD    | Bauen und Wohnen; Veranstaltungen; Sport, Digitalisierung; Abfallpolitik | sechster Stellvertreter des Bürgermeisters |
| Gemeindesekretär | Cees Vermeer    | —      | — | seit September 2015 im Amt                 |

## Kultur
Seit 1971 findet in der gesamten Altstadt an vier Tagen im Mai das Breda Jazz Festival statt, das traditionellem Jazz gewidmet ist.
Breda beherbergt in der Innenstadt das Chassé Theater, erbaut 1991–1993 von Architekt Herman Hertzberger, in dem Theateraufführungen und Konzerte stattfinden; auch ein Kino und gastronomische Betriebe sind in dem Gebäude untergebracht.
DJ-Stadt Breda
Breda ist bekannt für eine Vielzahl an DJs und Produzenten, die ihre Karriere in der Großstadt begannen und es später zu starken Erfolg brachten. So wurde Tiësto 2002 als erster erfolgreicher DJ aus Breda von den DJ Mag zum Weltbesten DJ gekürt und konnte diesen Platz mehrere Jahre halten. Hardwell nahm sich diesen als Vorbild und erreichte ebenfalls Platz eins der DJ Mag. Gemeinsam produzierten Tiësto und Hardwell ein Lied mit dem Titel Zero 76, was einen Verweis auf die Vorwahl von Breda darstellt. Neben den beiden Musikern konnten im Bereich des Trance’ Mark Sixma und das DJ-Duo W&W, dessen Ward van der Harst aus Breda stammt, eine aufstrebende Karriere vorweisen.
Hardwell gründete 2010 das Plattenlabel „Revealed Recordings“, das das Ziel verfolgt eine Plattform für junge Talente im Bereich des Electro- und Progressive-House darzustellen. Durch dieses konnten die DJs und Produzenten Dannic, Funkerman, Suyano und Kill the Buzz, die alle aus Breda stammen, in der namhaften EDM-Szene Fuß fassen und spielen mittlerweile vor einem Millionenpublikum.
Hardwell erzählte in einem Interview mit Brandnite TV, dass er das Phänomen beginnend von Tiësto eine zunehmende Inspiration ausgeht. So wurde Hardwell durch örtliche Zeitungen und Medien auf ihn aufmerksam und erkannte, dass man auch in einer unbedeutenden Stadt durch Leidenschaft Erfolg erreichen kann und durch seinen eigenen Aufstieg weitere Motivation für Nachwuchs-DJ darstellt. Zudem öffnete in Breda 2014 eine DJ-Schule, die junge Talente fördert und auch in den Cafés, Restaurants und Läden lassen sich zunehmend DJs auffinden, die die Musik verantworten.
Derzeit wird die Erstellung eines „Walk of Fame“ für die namhaften DJs aus Breda in Angriff genommen.

## Gemeindezusammensetzung
- Breda („Stadt“) (≈180.000)[10]
  - Ginneken (ehemaliges Dorf, das von der städtischen Agglomeration absorbiert wurde)
  - Princenhage (≈ 8.540) (ehemaliges Dorf, das von der städtischen Agglomeration absorbiert wurde)
- Prinsenbeek (≈11.500) (hinzugefügt bei der kommunalen Umstrukturierung im Jahr 1997)
- Bavel (≈7.000) (hinzugefügt bei der kommunalen Neuordnung im Jahr 1997)
- Teteringen (≈6.500) (hinzugefügt bei der Gemeindeneuordnung 1997)
- Ulvenhout (≈4.700) (hinzugefügt bei der kommunalen Umstrukturierung im Jahr 1997)

## Bildung
Breda ist Sitz der Akademie voor Kunst en Vormgeving St. Joost, Avans School of International Studies sowie der Breda University of Applied Sciences.

## Sport
Im Rat-Verlegh-Stadion trägt der Profi-Fußballklub NAC Breda seine Heimspiele aus. Der Verein war 1921 niederländischer Meister und 1973 Pokalsieger. Seit 2000 spielte NAC ununterbrochen in der Eredivisie, ab 2015 jedoch in der Eerste Divisie, bis sie in der Saison 2023/24 über die Relegation wieder in die Eredivisie aufsteigen konnten.

## Verkehr
Im Bahnhof Breda sind die Strecken aus Rotterdam, Eindhoven und Roosendaal verknüpft.

## Trivia
Von 2007 bis 2018 fand in Breda auf Initiative der Künstler Bart Rouwenhorst und Jos Vogelpoel am jeweils ersten Wochenende des Septembers der Tag der Rothaarigen statt. Laut dem Veranstalter kam man im Jahre 2009 auf 4000 Anmeldungen, so waren es im Jahre 2012 bereits 14000 aus über 70 Ländern der ganzen Welt.
Nach der Stadt wurde zudem der Hauptgürtelasteroid (12710) Breda benannt.

## Partnerstädte
Breda unterhält Städtepartnerschaften mit dem polnischen Breslau sowie mit Dillenburg im hessischen Lahn-Dill-Kreis.

## Söhne und Töchter der Stadt
- Pieter Bruegel der Ältere (um 1525/30–1569), bedeutender niederländischer Maler der Renaissance/des Manierismus
- Johannes Corputius (1542–1611), Militär und Kartograf
- Paul Bril (* 1553/54–1626), Maler
- Martin Desjardins (1637–1694), Maler und Bildhauer
- George Wheler (1651–1724), englischer Botaniker, Forschungsreisender und Geistlicher
- Adam Ludwig von Blumenthal (1691–1760), preußischer Kriegsminister
- Lodewijk Gerard Visscher (1797–1859), Literaturwissenschaftler und Historiker
- Charles Victor Ensinck (1846–1914), Genremaler
- Canna Maria Louise Popta (1860–1929), Ichthyologin
- Elisabeth Neurdenburg (1882–1957), Kunsthistorikerin und Publizistin
- Gra Rueb (1885–1972), Bildhauerin und Medailleurin
- Engelbert George van Bisselick (1886–1971), Fußballfunktionär und -schiedsrichter
- Frederik Jacobus Johannes Buytendijk (1887–1974), Biologe, Anthropologe, Psychologe, Physiologe und Sportmediziner
- Albert Jan Kluyver (1888–1956), Mikrobiologe und Biochemiker
- Stanisław Maczek (1892–1994), polnischer General
- Hedda Dyson (1897–1951), Feministin, Journalistin, Redakteurin und Herausgeberin des New Zealand Woman's Weekly
- Jan Dahmen (1898–1957), Geiger
- Jakoba Mulder (1900–1988), Architektin, Hochschullehrerin und Stadtplanerin
- Colonel Tom Parker (1909–1997), Manager von Elvis Presley
- Johannes Christiaan Mari Hattinga Verschure (1914–2006), Mediziner und Chemiker
- Jef van de Vijver (1915–2005), Radrennfahrer, geb. in Teteringen
- Hubertus Ernst (1917–2017), Priester und Bischof des Bistums Breda
- Wim Boost (1918–2005), Cartoonist
- Marga Minco (1920–2023), Autorin
- Antoine Touseul (1921–1991), SS-Angehöriger und Kriegsverbrecher
- Frans Vos (1925–2001), Radrennfahrer
- Eugène Manning (1931–1995), Geistlicher, Abt und Historiker
- Hans van Mierlo (1931–2010), Gründungsmitglied der D’66, Politiker
- Corry Brokken (1932–2016), Schlagersängerin und Richterin
- Leo Canjels (1933–2010), Fußballspieler und -trainer
- Pierre Kartner (1935–2022), Sänger, Komponist, Texter und Produzent
- Jan Albert Bakker (* 1935), Prähistoriker
- Willem van Reijen (1938–2012), niederländisch-deutscher Philosoph und Soziologe
- Adriaan Biemans (* 1939), Radrennfahrer
- Onno Ruding (* 1939), Bankmanager und Politiker
- Johannes A. van der Ven (1940–2019), römisch-katholischer Theologe
- Henk Stoop (* 1943), niederländischer Komponist, Musikpädagoge, Pianist und Kontrabassist
- Gerrie Deijkers (1946–2003), Fußballspieler
- Maurice Horsthuis (* 1948), Jazz- und Avantgardemusiker
- Frits Pirard (* 1954), Radrennfahrer
- Angenelle Thijssen (* 1961), bildende Künstlerin
- Stijn Franken (* 1967), Rechtswissenschaftler und Hochschullehrer
- Robin de Raaff (* 1968), Komponist
- Karin Brienesse (* 1969), Schwimmerin
- Tijs Verwest aka. Tiësto (* 1969), House-, Electro- und Trance-DJ/-Produzent
- Ramon Dekkers (1969–2013), Thaiboxer
- Jean-Paul van Gastel (* 1972), Fußballspieler
- Remco van Wijk (* 1972), Hockeyspieler
- Kristoffer Zegers (* 1973), Komponist
- Wilko de Vogt (* 1975), Fußballspieler auf der Position des Torwarts
- Laura Jansen (* 1977), US-amerikanisch-niederländische Popsängerin
- Sylvie Meis (* 1978), Fotomodell und Moderatorin
- Daan Romers aka. Dannic (* 1985), House-, Electro- und Progressive-House-DJ/-Produzent
- Fadil El Ghoul aka. R3hab (* 1986), House-, Electro- und Progressive-House-DJ/-Produzent
- Carlijn Jans (* 1987), Volleyballspielerin
- Willem van Hanegem (* 1987), Trance- und House-DJ/-Produzent, Mitglied des Duos W&W
- Robbert van de Corput aka. Hardwell (* 1988), House- und Electro-DJ/-Produzent
- Helen van Beurden (* 1991), Handballspielerin
- Isabelle Jongenelen (* 1991), Handballspielerin
- Virgil van Dijk (* 1991), Fußballspieler
- Ömer Bayram (* 1991), Fußballspieler
- Roy Meyer (* 1991), Judoka
- Tom Boere (* 1992), Fußballspieler
- Alex Schalk (* 1992), Fußballspieler
- Jimmy van Schie (* 1993), Dartspieler
- Celine Michielsen (* 1994), Handballspielerin
- Jeroen Lumu (* 1995), Fußballspieler
- Mexime van Driel (* 1998), Beachvolleyballspielerin
- Nika Johanna Vos (* 1998), Ruderin
- Caitlin Dijkstra (* 1999), Fußballspielerin
- Ryan Kamp (* 2000), Cyclocrossfahrer
- Demi Korevaar (* 2000), Volleyballspielerin
- Emi van Driel (* 2000), Beachvolleyballspielerin
- Sydney van Hooijdonk (* 2000), Fußballspieler
- Rick Zuijderwijk (* 2001), Fußballspieler
- Bart Verbruggen (* 2002), Fußballspieler
- Livano Comenencia (* 2004), Fußballspieler
- Oualid Agougil (* 2005), Fußballspieler